# Astraptes hercules
Astraptes hercules is een vlinder uit de familie van de dikkopjes (Hesperiidae). De wetenschappelijke naam van de soort is voor het eerst geldig gepubliceerd in 1956 door Bell. Deze soort wordt ook wel in het geslacht Narcosius geplaatst.